# Българско ботаническо дружество
Българското ботаническо дружество е основано на 7 ноември 1923 г. с цел проучване на флората и растителността на България. Основатели са ботаниците Николай Стоянов, Борис Стефанов, Даки Йорданов, Стефан Петков, Иван Урумов, Никола Арнаудов, Божимир Давидов, Борис Ахтаров, Вацлав Стрибърни, Тома Георгиев и др., и зоолозите Павел Патев, Делчо Илчев, Иван Буреш и др.

## История
Дружеството работи за популяризиране и утвърждаване авторитета на първото ботаническо дружество на Балканите, за установяване и развитие на активно международно сътрудничество. През 1926 г. наброява 34 души, сред които са чуждестранните учени-ботаници Йоханес Матфелд (Берлин), Франтишек Новак (Прага), Уилям Турил (Лондон) и Гилат Смит (английски търговски консул в Табрис, Персия). През 1939 г. членовете му наброяват 64 души.
Българското ботаническо дружество подпомага и насочва изследванията на българските ботаници, организира обсъждането и публикуването им. Провеждат се редовни срещи и събрания, на които се четат оригинални трудове, правят се и се обсъждат оригинални научни съобщения, като откриване на нови, непознати или редки видове, реферират се книги и статии, обсъждат се мисли и идеи, свързани с проучването на флората и растителността и др.
В периода 1926 – 1943 г. се издават „Известия на Българското ботаническо дружество“.
През 1958 г. е приет нов устав, а в края на 1960-те години дружеството става колективен член на Съюза на научните работници в България и получава от него организационна и финансова подкрепа. Печатът на дружеството изобразява стилизиран родопски силивряк (Haberlea rhodopensis) в средата. Той е изработен от Даки Йорданов.
От 1999 г. Българското ботаническо дружество е регистрирано като сдружение с идеална цел.

## Председатели
Първият председател на дружеството е д-р Борис Иванов, който е началник на отдела по Фитопатология към Земеделската опитна станция в София и частен учител по естествени науки на княз Борис.
- д-р Борис Иванов (1923 – 1928)
- акад. Стефан Петков (1928 – 1944)
- акад. Николай Стоянов (1944 – 1965)
- акад. Даки Йорданов (1965 – 1978)
- проф. Велчо Велчев (1979 – 1991)
- проф. Стефан Кожухаров (1991 – 1997)
- проф. Добрина Темнискова (1998 – )

Заместник-председатели, секретари и членове на Дружеството през годините са професорите Димитър Воденичаров, Борис Китанов, Кирил Попов, Михаил Христов, Иван Бондев, Христо Кочев, Стефан Станев, Боян Захариев, Илия Чешмеджиев, Минчо Анчев и др.
Почетни членове на Българското ботаническо дружество са цар Борис III, проф. Арпад фон Деген (Унгария), проф. Йозеф Веленовски (Чехия), Вацлав Стрибърни (Чехия), проф. Борис А. Федченко (СССР).